# Луї Сеньє
Луї́ Сеньє́ (фр. Louis Seigner; нар. 23 червня 1903, Аркісс, Сен-Шеф, Франція — пом. 20 січня 1991, Париж, Франція) — французький театральний і кіноактор.

## Біографія

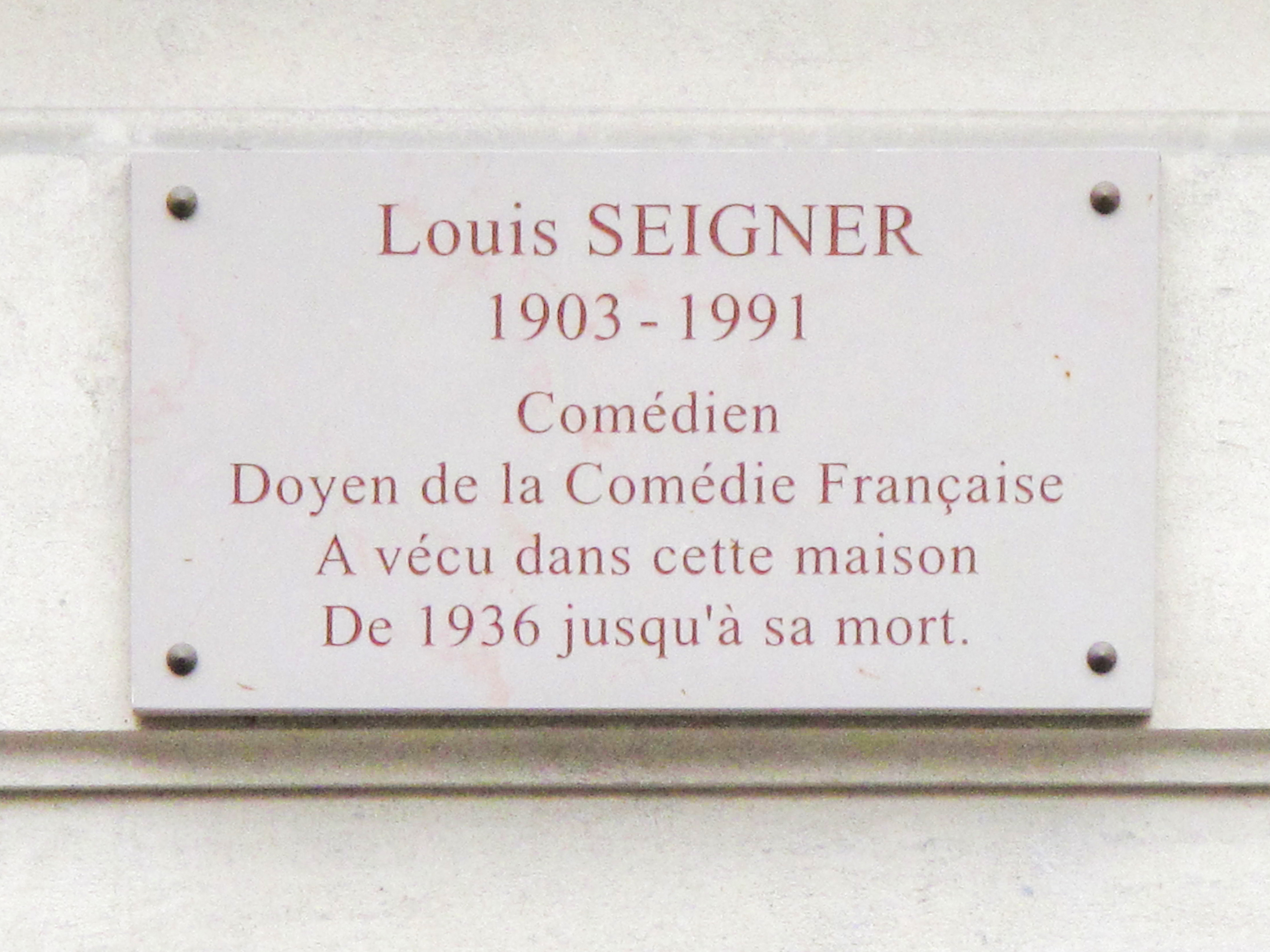
Пам'ятна плита на будинку, в якому Л. Сеньє помер від пожежі

Луї Сеньє народився 23 червня 1903 в селі Аркісс (фр. Arcisse) муніципалітет Сен-Шеф, департамент Ізер у Франції. Його батьки — прості комерсанти, тримали бакалію однієї з перших дистриб'юторських мереж.

## Кар'єра
Після війни Луї Сеньє починає відвідувати «Театр селестинців» і «Театр Ельдорадо». Він записується на безкоштовні курси консерваторії Ліона і грає свої перші маленькі ролі. Знайшовши своє призначення, Луї мріє працювати в Парижі.
Працюючи на пивоварному заводі, щоб сплатити поїздку, він записується до Вищої національної консерваторії драматичного мистецтва в клас Жуля Трюфф'є. Незабаром він був помічений Фірменом Жем'є, який у 1923 році запрошує його в «Театр Одеон», де Луї пропрацює шістнадцять років. У цьому ж театрі він познайомився зі своєю майбутньою дружиною Марією Казо (фр. Marie Cazaux).
У 1930 році Луї Сеньє створює радіо-театральну компанію спільно з Жаном Ноеном і Клодом Дофеном, ставши одним з піонерів передачі п'єс на коротких хвилях.
Письменник Едуар Бурде, у той час адміністратор «Комеді Франсез», запрошує Сеньє в 1939 році працювати в цьому театрі. У «Комеді Франсез» він прослужить тридцять два роки, в 1943-му ставши учасником, потім, у 1960 році — деканом.
Луї Сеньє розпочинає з того, що грає роль короля у виставі «Звір» (фр. La Bête) за п'єсою Маріуса Ріолле, поставленому одним з його земляків, який також, як і він, народився в Сен-Шеф. У «Комеді Франсез» він зіграв усе, підтверджуючи тим самим свій талант, беручи участь у безлічі постановок. Сеньє не любив грати ролі, коли фільми знімалися далеко від Парижа.
Луї Сеньє зіграв понад 200 ролей в театрі, більше 150 ролей в кіно під керівництвом Жана Ренуара, Марселя Карне, Анрі-Жоржа Клузо, Клода Отан-Лара, Луї Дакена, Жака Беккера, Анрі Вернея, Жака Превера, Крістіан-Жака, Джозефа Лоузі, Коста-Гавраса, Робера Оссейна. На телебаченні найзнаменитішим видовищем став французький телевізійний серіал «Прокляті королі» Клода Барма, знятий за твором французького письменника Моріса Дрюона.
За свою блискучу кар'єру Луї Сеньє був удостоєний високих звань: Офіцера Ордену Почесного легіону, Командора Ордену Почесного легіону, і Командора Ордену мистецтв та літератури.
Луї Сеньє помер у неділю, 20 січня 1991 року, у своїй паризькій квартирі, в результаті пожежі, яка, за деякими даними, сталася через непогашену люльку.

## Сім'я
Луї Сеньє є батьком акторки Франсуази Сеньє і дідом Еммануель Сеньє, Матильди Сеньє і Марі-Амелі Сеньє.

## Фільмографія
| Рік       |    | Українська назва               | Оригінальна назва                                         | Роль                                                  |
| --------- | -- | ------------------------------ | --------------------------------------------------------- | ----------------------------------------------------- |
| 1933      | ф  | Шотар і компанія               | Chotard et Cie                                            | капітан                                               |
| 1935      | кф | Комісар — гарний хлопець       | Le commissaire est bon enfant, le gendarme est sans pitié | Пруна, секретар                                       |
| 1939      | ф  | Сердечний союз                 | Entente cordiale                                          | німецький посол                                       |
| 1941      | ф  | Ми — хлопчаки                  | Nous les gosses                                           | директор школи                                        |
| 1942      | ф  | Весілля Шиффон                 | Le mariage de Chiffon                                     | Філіп Брей                                            |
| 1942      | ф  | Він приїхав у День всіх святих | Le voyageur de la Toussaint                               | метр Гервіно                                          |
| 1943      | ф  | Гупі-Червоні руки              | Goupi mains rouges                                        | учитель                                               |
| 1943      | ф  | Дівчата вночі                  | Des jeunes filles dans la nuit                            |                                                       |
| 1943      | ф  | Ангели гріха                   | Les anges du péché                                        | директор в'язниці                                     |
| 1943      | ф  | Роквілари                      | Les Roquevillard                                          |                                                       |
| 1943      | ф  | Секрет мадам Клапен            | Le secret de Madame Clapain                               | Анселен                                               |
| 1943      | ф  | Ворон                          | Le corbeau                                                | Бертран                                               |
| 1943      | ф  | Вотрен                         | Vautrin                                                   | Нусінген                                              |
| 1943      | ф  | Лукреція                       | Lucrèce                                                   | Франсуа-хранитель                                     |
| 1944      | ф  | Перший у зв'язці               | Premier de cordée                                         | лікар                                                 |
| 1944      | ф  | Нічні служби                   | Service de nuit                                           | доктор Рено                                           |
| 1945      | ф  | Останнє судження               | Le jugement dernier                                       | Бора                                                  |
| 1946      | ф  | Єрихон                         | Jericho                                                   | доктор Нобле                                          |
| 1946      | ф  | Людина в котелку               | L'homme au chapeau rond                                   | суддя Ернест Заклебінін                               |
| 1946      | ф  | Повернення любові              | Un revenant                                               | Едмон Гонен                                           |
| 1946      | ф  | Батьківщина                    | Patrie                                                    | Варгас                                                |
| 1947      | ф  | Любовні мрії                   | Rêves d'amour                                             | граф д'Егульт                                         |
| 1947      | ф  | Шуани                          | Les chouans                                               | абат Гюден                                            |
| 1947      | ф  | Жінка в червоному              | La femme en rouge                                         | Малє                                                  |
| 1947      | ф  | Пармська обитель               | La Chartreuse de Parme                                    | Грілло, хранитель вежі Фарнезе                        |
| 1948      | ф  | Брати Букінкан                 | Les frères Bouquinquant                                   | слідчий суддя                                         |
| 1948      | ф  | Скелет і зламана шия           | La carcasse et le tord-cou                                | Казимир Грос                                          |
| 1948      | ф  | Полковник Дюран                | Le colonel Durand                                         | командувач Мілле                                      |
| 1948      | ф  | Від людини до людей            | D'homme à hommes                                          | Філіберт Руторб                                       |
| 1949      | ф  | Зміна вітру                    | Vire-vent                                                 | мосьє Буррід                                          |
| 1949      | ф  | Побачення в липні              | Rendez-vous de juillet                                    | Лєваз, професор драми                                 |
| 1949      | ф  | Майя                           | Maya                                                      | фермер                                                |
| 1949      | ф  | Сінгоалла                      | Singoalla                                                 | священик                                              |
| 1949      | ф  | Блондин                        | Tête blonde                                               | метр Канар                                            |
| 1950      | ф  | Марі з порту                   | La Marie du port                                          | перший дядько                                         |
| 1950      | ф  | Мікетта та її мати             | Miquette et sa mère                                       | єпископ                                               |
| 1950      | ф  | Певний пан                     | Un certain monsieur                                       | комісар Клержі                                        |
| 1950      | ф  | Людина з Ямайки                | L'homme de la Jamaïque                                    | гапитін Гогган                                        |
| 1950      | ф  | Хазяїн після Бога              | Maître après Dieu                                         | пастор Льюїс                                          |
| 1951      | ф  | Дитя снігів                    | L'enfant des neiges                                       | батько Жизель                                         |
| 1951      | ф  | Дакота 308                     | Dakota 308                                                | комісар Жайо                                          |
| 1951      | ф  | Клара де Монтаржис             | Clara de Montargis                                        | чоловік Клари                                         |
| 1951      | ф  | Нічна коробка                  | Boîte de nuit                                             | Констанцо / Борис Арменьян                            |
| 1951      | ф  | Півень в тісті                 | Coq en pâte                                               | метр Пюляр                                            |
| 1951      | ф  | Найпрекрасніша дівчина у світі | La plus belle fille du monde                              | мосьє Дюмон                                           |
| 1951      | ф  | Індик                          | Le dindon                                                 | мосьє Паншар                                          |
| 1952      | ф  | Суд Божий                      | Le Jugement de Dieu                                       | бургомістр Аугсбурга                                  |
| 1952      | ф  | Насолода                       | Le plaisir                                                | мосьє Турневу, риботорговець (епізод «Будинок Тельє») |
| 1952      | ф  | Сім смертних гріхів            | Les sept péchés capitaux                                  | дядько Анрі (епізод «Гординя»)                        |
| 1952      | ф  | Ми всі вбивці                  | Nous sommes tous des assassins                            | абат Руссар                                           |
| 1952      | ф  | Самі на Землі                  | Seuls au monde                                            | директор                                              |
| 1952      | ф  | Прекрасні створіння            | Adorables créatures                                       | Гастон Лебрідель                                      |
| 1952      | ф  | Його останнє Різдво            | Son dernier Noël                                          | професор Валенсіо                                     |
| 1952      | ф  | Свято Генрієтти                | La fête à Henriette                                       | сценарист                                             |
| 1953      | ф  | Довгі зуби                     | Les dents longues                                         | Антуан Жосера                                         |
| 1953      | ф  | Опівнічні коханці              | Les amants de minuit                                      | мосьє Поль                                            |
| 1953      | ф  | Королівська марка              | Koenigsmark                                               | Кір Бек                                               |
| 1953      | ф  | Кохання закінчується на зорі   | Les amours finissent à l'aube                             | Льонзель                                              |
| 1953      | ф  | Північ, набережна Берсі        | Minuit... Quai de Bercy                                   | президент Стефан Андрійо                              |
| 1953      | ф  | Рабиня                         | L'esclave                                                 | доктор Деніс                                          |
| 1953      | ф  | Лукреція Борджіа               | Lucrèce Borgia                                            | медик                                                 |
| 1953      | ф  | Ворог суспільства № 1          | L'ennemi public n° 1                                      | директор в'язниці                                     |
| 1953      | ф  | Таємниці Версаля               | Si Versailles m'était conté                               | Лавуазьє                                              |
| 1954      | ф  | Граф Монте-Крісто              | Le comte de Monte-Cristo                                  | ювелір Жуанес                                         |
| 1954      | ф  | Зое                            | Zoé                                                       | мосьє Долє                                            |
| 1954      | ф  | Мана                           | Obsession                                                 | генеральний адвокат                                   |
| 1954      | ф  | Прекрасна піднесеність         | La bella Otero                                            | Марсель                                               |
| 1954      | ф  | Любовні історії Манон Леско    | Gli amori di Manon Lescaut                                | Дука ді Форшам                                        |
| 1955      | ф  | Перші образи                   | La rue des bouches peintes                                | Спірс                                                 |
| 1955      | ф  | Ночі Монмартра                 | Les nuits de Montmartre                                   | інспектор Дуарель                                     |
| 1955      | ф  | Перші образи                   | Les premiers outrages                                     | мосьє Арно, професор                                  |
| 1955      | ф  | Мілорд Арсуйський              | Milord l'Arsouille                                        | Жоффруа                                               |
| 1955      | ф  | Нічна Маргарита                | Marguerite de la nuit                                     | чоловік в готелі                                      |
| 1955      | ф  | Сьогоднішні дівчата            | Ragazze d'oggi                                            |                                                       |
| 1956      | ф  | Париж, Палас-отель             | Paris, Palace Hôtel                                       | Еміль Брунін                                          |
| 1957      | ф  | Міс Катастрофа                 | Miss Catastrophe                                          | Скотт                                                 |
| 1957      | ф  | Великий обман                  | Le grand bluff                                            | голова правління                                      |
| 1957      | ф  | Який дивовижний вечір          | Quelle sacrée soirée                                      | менеджер ресторану                                    |
| 1957      | ф  | Шпигуни                        | Les espions                                               | Валетт                                                |
| 1957      | ф  | Наталі                         | Nathalie                                                  | комісар Піпар                                         |
| 1958      | ф  | Міщанин у дворянстві           | Le bourgeois gentilhomme                                  | мосьє Журдан                                          |
| 1958      | ф  | Сильні світу цього             | Les grandes familles                                      | Рауль Лерой                                           |
| 1958      | ф  | Небезпечна гра                 | Les jeux dangereux                                        | мосьє Лерой-Гомез                                     |
| 1958      | ф  | Помста                         | La venganza                                               | Мерлін                                                |
| 1959      | ф  | Набережна ілюзій               | Quai des illusions                                        | мосьє Венсан                                          |
| 1959      | ф  | Бандити                        | Les affreux                                               | Лебретей, головуючий трибуналу                        |
| 1959      | ф  | Суддя                          | Il magistrato                                             | головний обвинувач Ронкудзі                           |
| 1959      | ф  | Вулиця Прері                   | Rue des Prairies                                          | прокурор                                              |
| 1959      | ф  | Одруження Фігаро               | Le mariage de Figaro                                      | Бартоло                                               |
| 1959      | ф  | Очі любові                     | Les yeux de l'amour                                       | хірург                                                |
| 1959      | ф  | Спокушання малолітніх          | Détournement de mineures                                  | інспектор Макс                                        |
| 1960      | ф  | Козаки                         | I cosacchi                                                |                                                       |
| 1960      | ф  | Сестрички                      | Les frangines                                             | директор установи                                     |
| 1960      | ф  | Барон де Л'Еклюз               | Le baron de l'écluse                                      | Дюваль                                                |
| 1960      | ф  | Кошик з крабами                | Le panier à crabes                                        | Джорден                                               |
| 1960      | тф | Севільський цирульник          | Le barbier de Séville ou La précaution inutile            | Бертоло                                               |
| 1960      | ф  | Істина                         | La vérité                                                 | головуючий                                            |
| 1961      | ф  | Президент                      | Le président                                              | Льозе-Дюше                                            |
| 1962      | ф  | Маленький ліфтер               | Le petit garçon de l'ascenseur                            | Ансельм                                               |
| 1962      | ф  | Затемнення                     | L'eclisse                                                 | Ерколе                                                |
| 1962      | ф  | Нерадісний дзвін               | Carillons sans joie                                       | полковник четвертого R.C.A.                           |
| 1962      | ф  | По усьому місту                | Al otro lado de la ciudad                                 |                                                       |
| 1962      | ф  | Масажистка                     | Le massaggiatrici                                         | Сіпріано Паолоні, президент                           |
| 1964      | ф  | Дивна дружба                   | Les Amitiés particulières                                 | батько Лаузон                                         |
| 1966—1986 | с  | У театрі сьогодні ввечері      | Au théâtre ce soir                                        | Карл Річмонд                                          |
| 1966      | ф  | Чорне сонце                    | Soleil noir                                               | Гстон Роді                                            |
| 1968      | ф  | Бос                            | Le pacha                                                  | директор поліції                                      |
| 1972      | с  | Прокляті королі                | Les rois maudits                                          | Спінелло Толомеї                                      |
| 1973      | ф  | Заборонені священики           | Prêtres interdits                                         | єпископ                                               |
| 1974      | ф  | Панівна раса                   | La race des 'seigneurs'                                   | Жарсен                                                |
| 1974      | тф | Жулі Шарль                     | Julie Charles                                             | мосьє Шарль                                           |
| 1975      | ф  | Спеціальний відділ             | Section spéciale                                          | хранитель друку Джозефа Варфоломія                    |
| 1975      | ф  | Шарло в Гонконзі               | Bons baisers de Hong-Kong                                 | Вані                                                  |
| 1975—1990 | с  | Сінема 16                      | Cinéma 16                                                 | Тома                                                  |
| 1976      | ф  | Мосьє Кляйн                    | Mr. Klein                                                 | батько Роберта Кляйна                                 |
| 1977      | тф | Дух прийдешнього               | Esprit de suite                                           | Томам                                                 |
| 1978      | тф | Не можна гуляти зовсім голою   | Mais n'te promène donc pas toute nue                      | Одепе                                                 |
| 1979      | тф | Дитині дають проносне          | On purge bébé                                             | Адемар Шую                                            |
| 1980      | ф  | Асфальт                        | Asphalte                                                  | старий                                                |
| 1982      | ф  | Знедолені                      | Les misérables                                            | монсеньйор Мірієль                                    |

## Відомі учні курсу Луї Сеньє
- Жак Вільре
- Людмила Мікаель
- Франсіс Перрен
- Ніколя Сільбер